# Olivier Henno
Olivier Henno, né le 21 avril 1962 à Roubaix, est un homme politique français, sénateur du Nord.
Homme politique du centre, il est membre de CDS, de l'UDF, puis du Mouvement démocrate où il occupe des responsabilités au sein de l’exécutif, responsable des questions relatives à la décentralisation et à la sécurité au sein du Shadow Cabinet du parti. Il est aussi président du Mouvement démocrate du Nord jusqu'à sa démission en 2012.
Il est actuellement membre de l'Union des démocrates et indépendants (UDI), dont il est secrétaire général.

## Biographie
Diplômé de l'École supérieure de commerce de Lille, Olivier Henno adhère pour la première fois en 1982 au Centre des Démocrates Sociaux (CDS) et devient président des Jeunes Démocrates Sociaux en 1986. Il a exercé divers mandats internes au sein de l'UDF notamment au sein des Jeunes UDF.
En 1992, Olivier Henno est élu conseiller régional sur la liste RPR-UDF conduite par Jacques Legendre. 
En 1995, il se présente pour la première fois aux élections municipales de Saint-André-lez-Lille.
Lors des élections régionales de 1998. Il est directeur de campagne de la liste de Jean-Louis Borloo, qui fait un score remarqué dans le Nord, et il est réélu conseiller régional. 
Pour sa deuxième tentative, en 2001, il est élu maire de Saint-André-lez-Lille (11 000 hab.) dès le 1er tour avec près de 52 % des suffrages. Il met fin à 12 ans de mandat du Parti Socialiste dans cette commune de la banlieue lilloise.
Il est élu conseiller général du canton de Lille-Ouest en même temps qu'il accède à la mairie. Ce canton était alors détenu par Jean Talman (UDF) auquel il succède. Il siège alors dans l'opposition à la majorité de gauche PS-PCF, dans le groupe de l'Union Pour le Nord.

### La présidentielle de 2002 et la fidélité à l'UDF
Il soutient la candidature de François Bayrou lors de l'élection présidentielle de 2002 et commence à prendre ses distances avec la droite et une partie du centre qui ont rejoint l'UMP. C'est à cette époque que ses relations avec Marc-Philippe Daubresse qui fut membre de l'UDF jusqu'à cette date se détériorent.
Il participe aux élections régionales de 2004 sur la liste UDF menée par Valérie Létard symboliquement à la fin et il n'est donc pas élu.
En 2005, Olivier Henno crée la surprise dans une élection législative partielle où il met justement en ballottage le député UMP et ancien ministre Marc-Philippe Daubresse, dont il fut collaborateur. Il est finalement battu au second tour, recueillant 46,8 % des suffrages exprimés.
À la suite de cet excellent score, Olivier Henno décide avec quatre autres conseillers généraux de quitter le groupe UPN et de créer un rassemblement autour de l'UDF marquant ainsi une rupture avec le passé qui liait le parti centriste à l'UMP.

### La présidentielle de 2007 et la création du Mouvement Démocrate (MoDem)

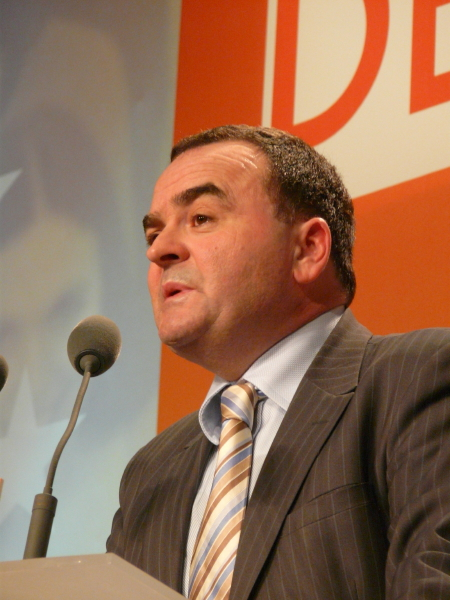
Olivier Henno lors de la Convention européenne du Mouvement Démocrate à la Maison de la Mutualité à Paris, le 8 février 2009.

Il soutient de nouveau la candidature de François Bayrou pour l'élection présidentielle de 2007. Au second tour il ne donne pas de consigne de vote officielle, en droite ligne du positionnement de son candidat de ne pas choisir entre les deux finalistes restants. Il fait partie des cadres et des élus qui sont restés fidèles au candidat béarnais malgré le départ de plusieurs d'entre eux emmenés notamment par Hervé Morin, Maurice Leroy, François Sauvadet, et Valérie Létard, partis fonder le Nouveau Centre et soutenir le candidat UMP Nicolas Sarkozy. Il fustigera publiquement cette attitude qu'il qualifiera de trahison, osant une comparaison avec la chanson de Georges Brassens "Les Copains d'abord" rebaptisée selon ses termes "Les Coquins d'abord".
Il fait donc partie des candidats UDF associés au nouveau label créé par François Bayrou, le Mouvement Démocrate, pour les élections législatives.
Il arrive en troisième position au soir du premier tour avec 18,09 %, derrière la candidate socialiste (21,49 %) et loin derrière Marc-Philippe Daubresse (46,77 %). Il ne peut donc se maintenir comme au scrutin partiel de 2005 et doit se retirer sans donner de consignes particulières. Marc-Philippe Daubresse est réélu au second tour.
À l'automne 2007, l'un des membres du groupe UDF/MoDem au conseil général du Nord, René Locoche, décide de revenir siéger avec le groupe UPN. Comme il est nécessaire d'avoir cinq élus pour former un groupe au sein du Conseil Général du Nord et qu'il n'en reste plus que quatre, Olivier Henno et ses trois autres collègues sont obligés de devenir non-inscrits et perdre ainsi toute représentativité officielle afférente aux formations constituées .
Il est réélu maire de Saint-André-lez-Lille en 2008 avec plus de 68 % des suffrages dès le premier tour, face à deux autres listes (PS et UMP), et devient un des premiers vice-présidents de la nouvelle direction de Lille Métropole Communauté urbaine.
Il repart également pour un nouveau mandat de conseiller général dans la foulée de sa réélection en tant que maire. Il doit faire face à un candidat UMP et à un candidat PS face à lui. Malgré le faible score des candidats MODEM au niveau national, Olivier Henno défie tous les pronostics et il termine en tête au 1er tour avec plus de 30% des voix. Alors que l'on s'attendait à une triangulaire au second tour, ses deux adversaires décident de renoncer et il est élu devenu conseiller départemental avec plus de 99% des voix.
Lors des élections européennes du 7 juin 2009, il est second sur la liste MoDem pour la région Nord-Ouest, menée par Corinne Lepage ; elle obtient un peu plus de 8 %. Le parti n’obtient qu’un seul siège de député européen.
Pour les élections régionales de 2010, il dirige la liste du MoDem de la région Nord-Pas-de-Calais en tant que chef de file du département du Nord, Frédéric Leturque celui du Pas-de-Calais. Ses deux slogans pour cette campagne sont « Votez juste » et « Au centre ». À l’image des résultats nationaux obtenus par le Modem, sa liste n’obtient que 3,93 % des suffrages, soit moins que les 5 % nécessaires au remboursement des frais de campagnes et à une éventuelle fusion pour le second tour. 

### 2012-2017: de la défaite de Nicolas Sarkozy à son élection en tant que sénateur du Nord
En 2012, à la suite de la défaite de Nicolas Sarkozy, Jean-Louis Borloo créé l'UDI et propose à Olivier Henno d'en devenir un des membres fondateurs. Il profita également de cette fondation d'un nouveau mouvement politique pour quitter les bancs des non-inscrits au Conseil général du Nord et retourner dans le groupe UPN (Centre-droit et droite) avec l'autre élu apparenté MoDem, Dany Wattebled.  
En 2012, il décide de démissionner de ses fonctions de vice-président de Lille Métropole Communauté urbaine.
Le 7 février 2014, il annonce sa candidature pour un 3e mandat à la mairie de Saint-André-lez-Lille. Le 23 mars 2014, avec 67,56 % des voix, il est réélu maire dès le 1er tour.
En 2015, Olivier Henno se présente pour un nouveau mandat de conseiller départemental en binôme avec Marguerite Chassaing, conseillère municipale de la ville de La Madeleine. Ils sont élus au second tour avec plus de 76 % des voix. Il devient vice-président du nouveau Président du Département du Nord, Jean-René Lecerf, chargé de l'insertion.
En 2016, avec l'UDI, il soutient Alain Juppé à la primaire de la droite et du centre. À la défaite de celui-ci, il s'engage aux côtés de François Fillon jusqu'au 3 mars 2017, où l'UDI décide de retirer son soutien au candidat de la droite.
En 2017, il est candidat aux élections sénatoriales sur la liste de Valérie Létard en deuxième position. Ils terminent en tête sur le département du Nord avec près de 18% des voix. Olivier Henno est donc élu sénateur le 24 septembre 2017.

### Depuis 2017
En 2017, Olivier Henno soutient la campagne de François Fillon à l'élection présidentielle.
En 2021, il se présente de nouveau dans le Nord aux élections départementales dans le canton de Lambersart. Il est battu par le duo divers droite composé de Marie-Laurence Fauchille et Jacques Houssin.
En septembre 2023, dans un paysage éclaté à droite, il est réélu sur la « Liste de la majorité sénatoriale, de la Droite et du Centre » avec le nombre le plus faible de voix du département du Nord.